# 珪孔雀石
珪孔雀石（けいくじゃくせき、chrysocolla、クリソコラ）とは、ケイ酸塩鉱物の一種。従来は孔雀石（Cu2(CO3)(OH)2）の炭酸がフィロケイ酸に置き換わったような組成であるとされており（下記参照）、孔雀石と同時に産出されることも多い。ただし、孔雀石と違って塩酸では発泡しない点から区別できる。
語源はギリシャ語で「金のはんだ」を意味し、プリニウスが記録に残しているが、この鉱物が用いられたとは思えないことから、名前と実体が入れ替わったと考えられている。

## 成分・種類
化学組成は(Cu,Al)2H2Si2O5(OH)4・nH2O、またはCu2-xAlx(H2-xSi2O5)(OH)·nH2O、x<1。モース硬度は2.5-3.5で不純物として含まれるケイ素の量が多いほど硬度は高くなる。比重は1.9-2.4。結晶構造は基本的には非晶質だが、電子回折により単斜晶系と考えられている。
近年では、珪孔雀石の従来の組成について疑義が提示されている。2006年の研究では、水酸化銅(II)（Spertiniite）と非晶質の二酸化ケイ素、水の微視的な混合物という説が唱えられているが、2010年の研究では、X線異常散乱法により水酸化銅(II)との類似性が認められたものの、銅-ケイ素-酸素結合と考えられるデータも見られ、SiO4およびCu(O,OH))6局所構造単位から成る独自の構造であることが示唆されるとの報告がある。

## 産出地
主な産出地は、イギリス、ロシア連邦、イスラエル、コンゴ民主共和国、日本、アメリカ合衆国、チリなど。

## 性質・特徴
銅を含む鉱物が風化することによって生成するため、銅鉱床付近で産出される。宝石としてはモース硬度が低く扱いにくい。そのため、宝石として使う場合は樹脂を含侵させるなどの処置が必要となる。また、樹脂の代わりに石英が浸透したものはジェムシリカと呼ばれている。

## 用途
工業的には銅資源として利用される。宝石としては、樹脂を浸透させたビーズを使い、ブレスレットなどに加工される。また、石英が浸透したジェムシリカはアメリカで人気が高く、ルースとして宝飾用に使われる。